# 回部

1820年回部在新疆的范围（红色）

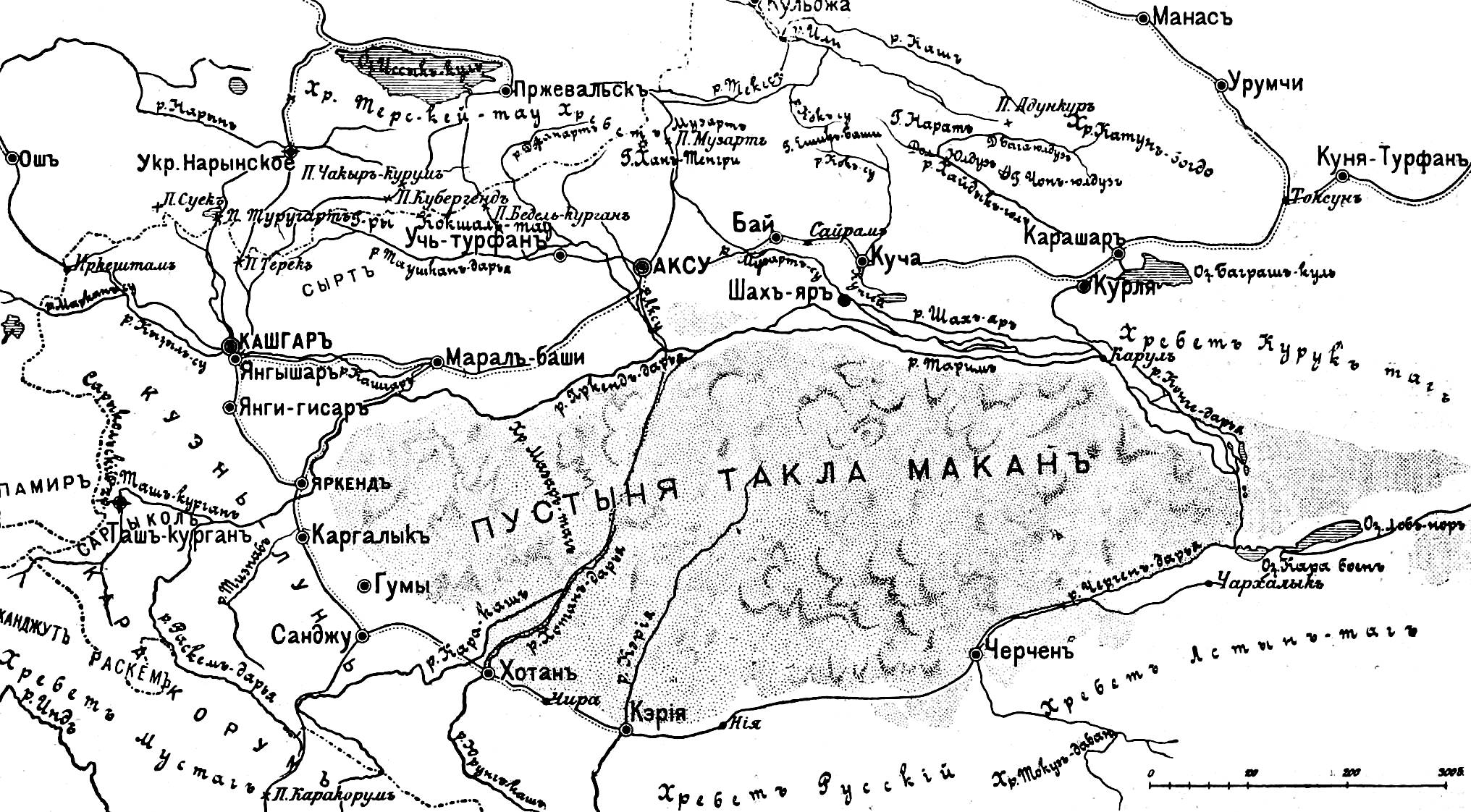
1910年代俄罗斯《军事百科全书》中喀什周边被称为喀什噶利亚（Кашгария）

回部，又稱回疆（穆麟德轉寫：hoise jecen），中國清代指新疆（西域）天山以南地區，别称“南疆”。因清代稱此地居民為回人（穆麟德轉寫：hoise，主要指现代維吾爾人的祖先），故名回部。其地大致相當於今新疆天山以南地区塔里木盆地周围。回部與天山北路的準部相對，並稱“南回北準”。光緒年間新疆建省，回部成為新疆省的一部份。
廣義的回部有時也包括中國境外以西費爾干納盆地至阿富汗一帶與新疆聯繫密切的安集延、納曼干、浩罕等信奉伊斯蘭教的部落。

## 地理範圍

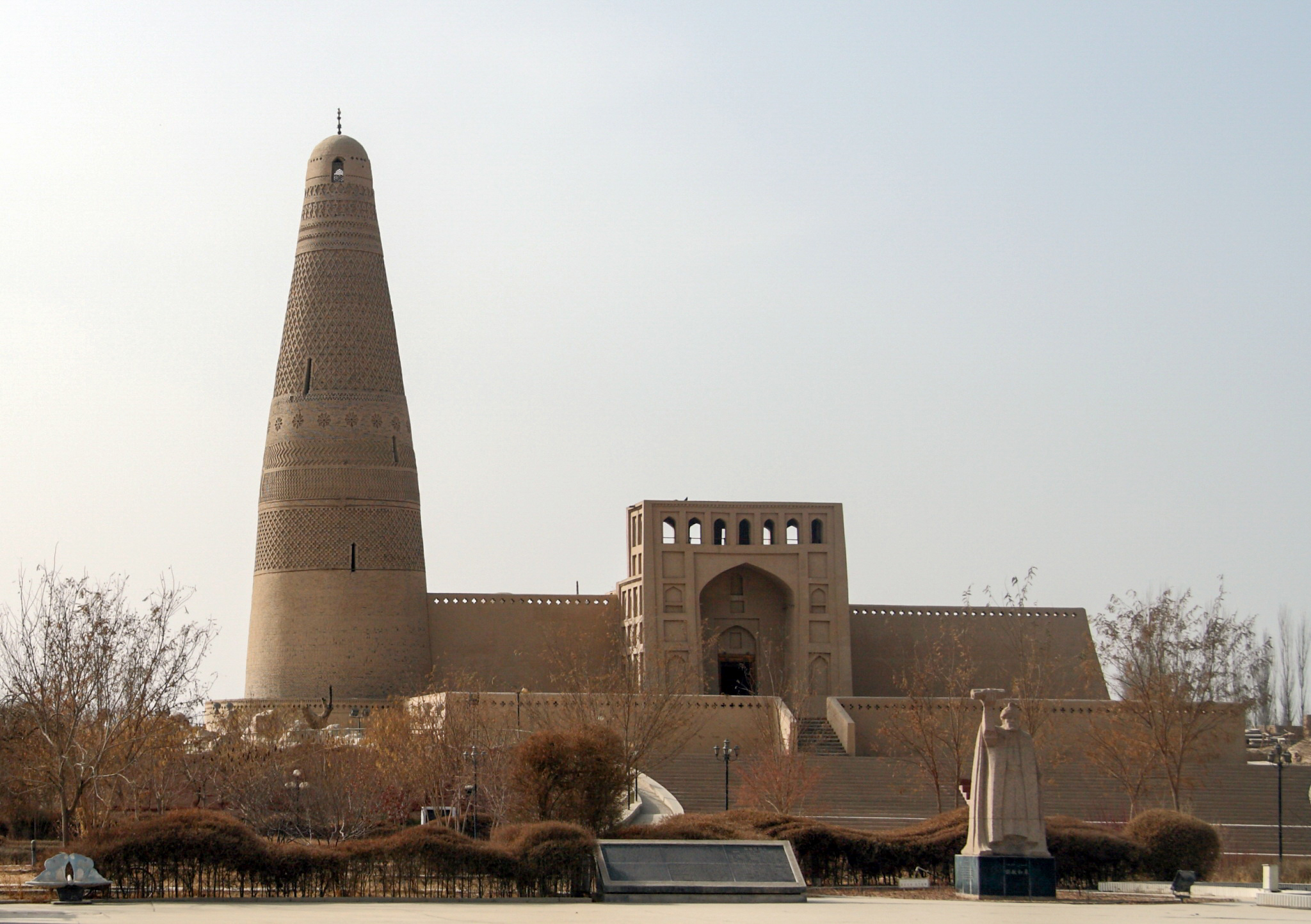
乾隆年間吐鲁番郡王額敏和卓及其子蘇賚璊所築之蘇公塔

乾隆二十四年（1759年）平定大小和卓之亂後，西域盡入清朝版圖，稱為“西域新疆”，後簡稱“新疆”。新疆分為南北二部分，天山以北的蒙古準噶爾故地為“準部”，天山以南的葉爾羌國故地為“回部”，天山以西的布鲁特等游牧部落有时也包括在内。

### 南八城
回部不設郡縣，而是劃分為以大城市為中心的九個轄區，即喀喇沙爾（今焉耆）、庫車、阿克蘇、烏什（今烏什縣）、喀什噶爾（今喀什市）、葉爾羌（今莎車縣）、和闐、吐魯番、哈密。喀什噶爾的屬城英吉沙爾（今英吉沙縣）有時也視為單獨一城。其中喀喇沙爾、庫車、阿克蘇、烏什合稱東四城，喀什噶爾、英吉沙爾、葉爾羌、和闐合稱為西四城，東四城、西四城合稱“南八城”（與新疆北部伊犁等城相對）或“八城”，與天山北路的伊犁、烏魯木齊等城相對。有時回部的範圍僅指“八城”，不包括哈密和吐魯番。

### 六城
與回部接近的地理概念有維吾爾文中的六城，即六大回城，一般指喀什噶爾、英吉沙爾、葉爾羌、和闐（額里齊）、阿克蘇、庫車。一說有烏什而無英吉沙爾。六城並非僅指六座城市，而是泛指以六城為中心的塔里木地區。近代西方人將六城地區稱為“喀什噶利亚”（Kashgaria），將六城以外的哈密和吐魯番稱為“維吾爾斯坦”（Uyghurstan）。

### 七城
清代晚期又出現了“七城”的說法。同治年間入侵新疆的阿古柏，扶植張格爾之子布素魯克建立了“哲德沙爾汗國”，哲德沙爾（Yeti-shahr）即七城之意，可能指喀什噶爾、英吉沙爾、葉爾羌、和闐、阿克蘇、庫車、烏什（或喀喇沙爾）。

### 喀什噶利亚
喀什噶利亚，西方人用于描述中华人民共和国新疆维吾尔自治区南部的一个历史地理名称，是以其重要城市喀什噶尔（今喀什）的名字命名的。俄羅斯人稱小布哈里亞。

## 行政制度
回部每城置駐紮大臣一至二員，其下置伯克，依當地習俗管理穆斯林事務。除哈密、吐魯番以外，各處大臣從屬於總理回疆事務參贊大臣（通常稱為喀什噶爾參贊大臣）。哈密、吐魯番兩地大臣隸屬於烏魯木齊都統。喀什噶爾參贊大臣與烏魯木齊都統皆受伊犁將軍節制。
| 將軍     | 都統、參贊大臣       | 辦事大臣、領隊大臣             | 轄區               |
| -------- | -------------------- | ------------------------------ | ------------------ |
| 伊犁將軍 | 烏魯木齊都統         | 哈密辦事大臣                   | 哈密               |
| 伊犁將軍 | 烏魯木齊都統         | 吐魯番領隊大臣                 | 吐魯番             |
| 伊犁將軍 | 總理回疆事務參贊大臣 | 喀什噶爾辦事大臣（或領隊大臣） | 喀什噶爾           |
| 伊犁將軍 | 總理回疆事務參贊大臣 | 英吉沙爾領隊大臣               | 英吉沙爾           |
| 伊犁將軍 | 總理回疆事務參贊大臣 | 葉爾羌辦事大臣                 | 葉爾羌             |
| 伊犁將軍 | 總理回疆事務參贊大臣 | 和闐辦事大臣                   | 和闐               |
| 伊犁將軍 | 總理回疆事務參贊大臣 | 阿克蘇辦事大臣                 | 阿克蘇、賽喇木、拜 |
| 伊犁將軍 | 總理回疆事務參贊大臣 | 烏什辦事大臣                   | 烏什               |
| 伊犁將軍 | 總理回疆事務參贊大臣 | 庫車辦事大臣                   | 庫車、沙雅縣       |
| 伊犁將軍 | 總理回疆事務參贊大臣 | 喀喇沙爾辦事大臣               | 喀喇沙爾           |

駐防的八旗、綠營兵丁在各城附近修築規模略小的城堡，稱為“滿城”或“漢城”，供滿洲、蒙古、漢人官員及旗人居住，並駐紮軍隊。原有的舊城則稱為“回城”，由伯克按照伊斯蘭教法管理。各大臣所駐之城兼轄其周邊較小的城鎮和村莊，大者稱為“回城”，小者稱為“回莊”。
光緒十年（1884年）置新疆省，實行郡縣制，駐紮大臣、都統、伯克等官職隨即廢除。回部各城改設哈密直隸廳、吐魯番直隸廳、阿克蘇直隸州（後升為溫宿府）、喀喇沙爾直隸廳（後升爲焉耆府）、庫車直隸州、烏什直隸廳、疏勒直隸州（後升爲疏勒府）、莎車直隸州（後升爲莎車府）、英吉沙爾直隸廳、和闐直隸州。民國後期，回部之名不再通行。

## 所屬區域

### 哈密、吐魯番
哈密與吐魯番是天山以南最早歸附清朝的地區。朝廷冊封當地維吾爾首領為世襲的札薩克，授以王爵。兩地享有很大的自治權利，與蒙古諸旗相似。兩地還設有監督札薩克的駐紮大臣，即哈密辦事大臣和吐魯番領隊大臣。駐紮大臣統領當地的駐軍，受烏魯木齊都統節制。

### 喀喇沙爾
喀喇沙爾(今焉耆)所轄城、村有：特伯勒古、塔噶爾齊、楚輝、烏沙克塔勒、碩爾楚克、博爾海、哈喇噶阿璊、庫隴勒、車爾楚、策特爾、英噶薩爾、玉古爾、鄂頗爾、裕勒都斯、哈布齊垓、察罕通格。

### 庫車
庫車所轄城、村有：托和鼐、阿巴特、裕赤哈喇、阿勒玉蘇布、特勒伯、哈喇阿薩爾、常格、哈魯納斯、庫克體騫、達烏圖、贏和、特克集、奇里什、額什克巴什。
庫車兼轄之沙雅縣：
沙雅縣、托伊博羅多、喀伊木阿塔、塔里木、查盤、塔木根庫勒、庫克布葉、哈爾噶齊、坡斯、葉勒阿里克、葉伊勒干、布古斯孔郭爾郭。

### 烏什
烏什又稱圖爾璊。準噶爾佔據天山南路後，將烏什回人遷往固勒扎（伊犁）為其種地，又將吐魯番的回人遷徙至烏什。吐魯番人懷念故地，遂將烏什稱作吐魯番，轉音為圖爾璊。清軍平定回部後，定名烏什。烏什境內地名也多與吐魯番相同。
烏什所轄城、村有：哈喇和卓、闢展、雅爾、洋赫、森尼木、魯克察克、巴什雅克瑪、古木克齊克、色帕爾拜、沙圖、必特克里克、古古爾魯克、連木齊木、雅木什、英額阿里克、罕都、布干、呼蘭齊克、扎木必勒阿斯提、齊都伯、素袞。

### 喀什噶爾
喀什噶爾為喀什噶爾參贊大臣駐地。其滿城名為徠寧城。
喀什噶爾所轄城、村有：伯什克勒木、伊克斯哈拉、牌租阿巴特、阿爾巴特、汗阿里克、塔什巴里克、赫色勒布伊、托璞魯克、提斯袞、岳譜爾和（今岳普湖縣）、英吉沙爾（今英吉沙縣）、塞爾們、哈喇刻爾、托克庫爾薩克、鄂坡勒、阿斯騰阿喇圖什、鄂什、霍爾干、玉斯屯阿喇圖什、阿喇古、巴爾昌、和什庫珠克、阿喇楚勒（阿爾楚爾）、葉什勒庫勒（蘇滿）。
| 地名       | 駐紮大臣         | 滿城   | 異名 | 漢代故國名 | 今所在地 | 備註           |
| ---------- | ---------------- | ------ | ---- | ---------- | -------- | -------------- |
| 喀什噶爾   | 喀什噶爾參贊大臣 | 徠寧城 |      | 疏勒國     | 今喀什市 | 統領回部各城。 |
| 伯什克勒木 |                  |        |      |            | 今       |                |
| 伊克斯哈拉 |                  |        |      |            | 今       |                |
| 牌租阿巴特 |                  |        |      |            | 今伽師縣 |                |
| 阿爾巴特   |                  |        |      |            | 今       |                |

### 葉爾羌
葉爾羌所屬回城、回莊有：伯什恰特、雅哈阿里克、坡斯恰木、哈爾噶里克、貝拉、楚魯克、伯什阿里克、皮什南、托古斯恰特、固璊（今皮山縣）、章固雅、薩納珠（桑珠）、木濟、袞得里克、都漥、阿克阿里克、皮雅勒阿勒璊、鄂湍楚魯克、舒帖、呼木什恰特、裕勒阿里克、阿喇勒、喀瑪喇克、喇巴特齊、伊奇蘇凝阿喇斯、哈喇古哲什、和什阿喇布、庫克雅爾、英額齊盤、色勒庫爾（色勒克郭勒）、鄂爾多諤斯騰、密什雅爾、汗阿里克、塔噶爾齊、阿布普爾、拜林、庫勒塔里木、呼拉瑪（呼爾璊）、巴爾楚克（今巴楚縣）、察特西林、塞爾勒克、喀爾楚。

### 和闐
| 地名     | 駐紮大臣     | 有無城牆 | 異名             | 漢代故國 | 今所在地           |
| -------- | ------------ | -------- | ---------------- | -------- | ------------------ |
| 額里齊   | 和闐辦事大臣 | 有       | 伊里齊、和闐     | 于闐國   | 和田市             |
| 哈喇哈什 |              | 有       |                  |          | 墨玉縣             |
| 克勒底雅 |              | 有       |                  | 扞罙國   | 于闐縣             |
| 玉隴哈什 |              | 無       |                  |          | 和田地區玉龍喀什鎮 |
| 齊爾拉   |              | 無       | 策勒、齊喇、努喇 |          | 策勒縣             |
| 塔克     |              | 無       |                  | 渠勒國   | 于闐縣南           |

### 引用
1. 1 2  . 民族史.   [2017]. （原始内容存档于2020-11-16）.
2. ↑  《皇朝藩部要略》卷十五：“回部不詳其世系，……，相傳祖瑪哈麻，教以事天為本，重殺，不食犬、豬肉，嘗以白布蒙頭，故稱曰纏頭回，又稱曰白帽回。”
3. ↑  黑龙江教育出版社. . 2003-09-01: 18～35. ISBN 9787531640967.
4. ↑  七十一（人名，號椿園），《西域聞見錄》
5. ↑  陈学迅. . 新疆天山网. 2006-03-07  [2019-06-09]. （原始内容存档于2019-06-09）.
6. ↑  《一統志》葉爾羌